# Stævningsmand
En stævningsmand bringer på vegne af retten stævninger ud, og skal som regel levere stævningen personligt til sagsøgte eller dennes husstand. Dog har en ændring ved lov om ændring af retsplejeloven, straffeloven og lov om elektroniske kommunikationsnet og -tjenester i 2012 gjort det muligt også at forkynde telefonisk og per email.